# 4691 Toyen
4691 Toyen este un asteroid din centura principală, descoperit pe 7 octombrie 1983 de Antonín Mrkos.